# Nemesia eleanora
Nemesia eleanora là một loài nhện trong họ Nemesiidae.Nemesia eleanora được miêu tả năm 1873 bởi O. P.-Cambridge.